# Robert Gordian

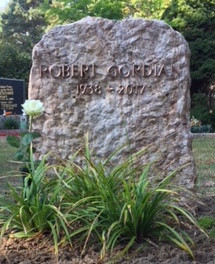
Grab von Robert Gordian auf dem Eichwalder Friedhof.

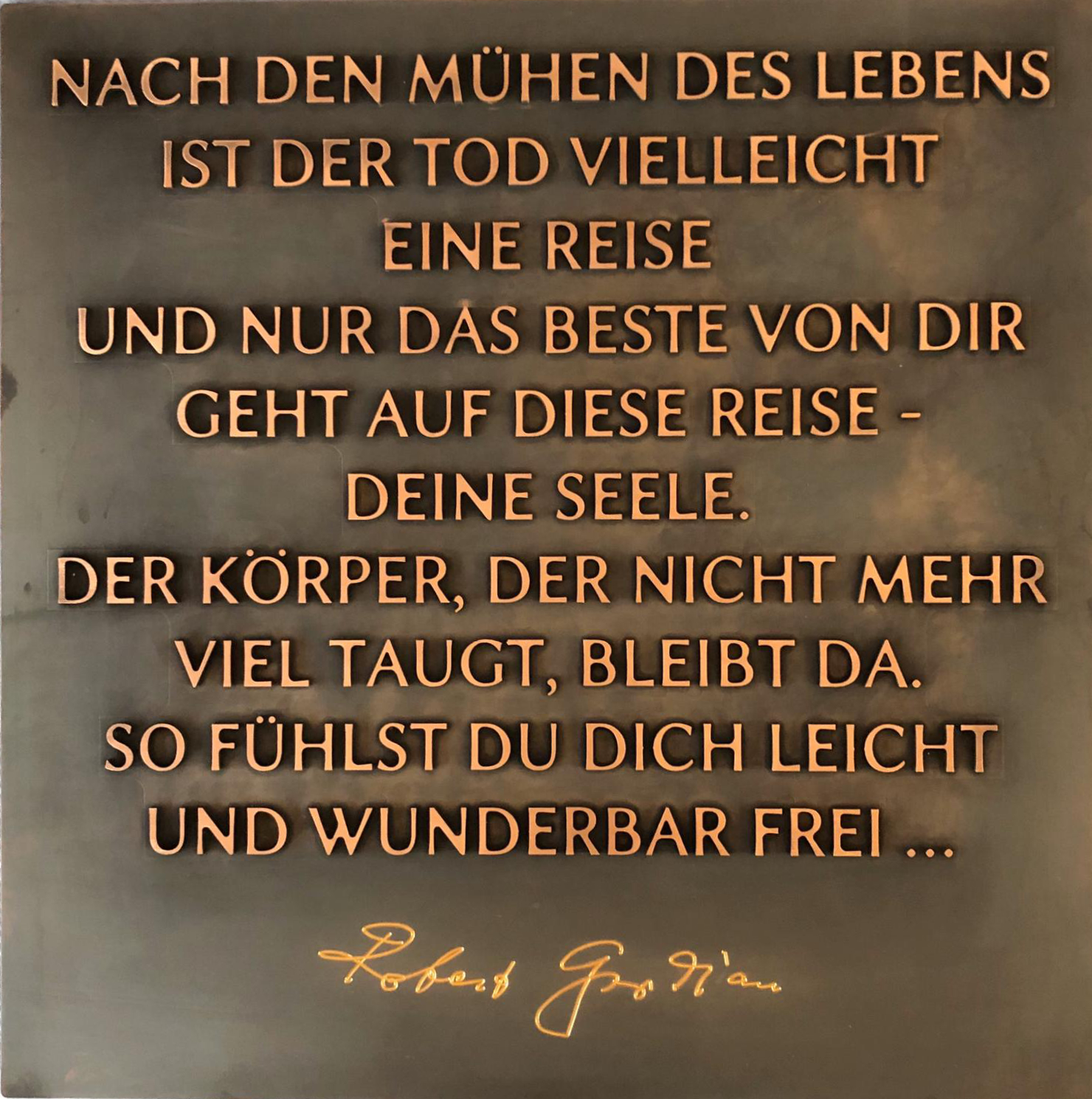
Die Platte von Gordians Grab enthält einen Ausspruch Sokrates’ zu dessen Ehefrau aus Gordians Roman Xanthippe – Die Frau des Sokrates.

Robert Gordian (* 14. Juni 1938 in Oebisfelde; † 30. Mai 2017 in Eichwalde) war ein deutscher Schriftsteller.

## Werdegang
Gordian studierte Journalistik und Geschichte. Von 1961 bis 1967 war er als Fernsehredakteur und Theaterdramaturg in Berlin tätig, danach als freiberuflicher Hörspiel- und TV-Autor, meist mit historischen Themen.
Seit den 1990er Jahren verfasste Gordian historische Romane und Erzählungen, darunter die Merowinger-Tetralogie (1998–2006) und die Reihe Odo und Lupus über zwei „Kommissare“ (Königsboten) zur Zeit Karls des Großen (1995–2008).
Seine Romane erschienen u. a. bei Heyne, dtv, Rowohlt, Pendo und Zabern.
Gordian lebte als freischaffender Autor in Eichwalde bei Berlin. Er starb Ende Mai 2017 im Alter von 78 Jahren in seinem Haus in Eichwalde.

## Werke (Auswahl)
- Das Grab des Periandros. Erzählungen 1992, ISBN 3-355-01347-1.
- Rosamunde, Königin der Langobarden. 1998, ISBN 3-499-26092-1.
- Die schrecklichen Königinnen. 1998, ISBN 3-423-20152-5.
- Die Mörderin Rosamunde. 1998, ISBN 3-499-26095-6.
- Aufstand der Nonnen. 1999, ISBN 3-499-26155-3.
- Die ehrlose Herzogin. 2000, ISBN 3-85842-380-7.
- Tod in Olympia. 2000, ISBN 3-499-26242-8.
- Die Frau des Philosophen. 2002, ISBN 3-453-19598-1.
- Mein Jahr in Germanien. 2002, ISBN 3-85842-484-6.
- Der Wolfskönig. 2005, ISBN 3-7466-2149-6.
- Die Heilige und der Teufel. 2006, ISBN 3-7466-2250-6.
- Die Germanin. 2009, ISBN 978-3-8053-3930-8.
- Abgründe der Macht. 2011, ISBN 978-3-8053-4316-9.
- Wären sie früher gestorben ... Teil I – Sechs kontrafaktische historische Erzählungen. 2013, ISBN 978-3-95824-219-7.
- Wären sie früher gestorben ... Teil II – Sechs kontrafaktische historische Erzählungen. 2013, ISBN 978-3-95824-220-3.
- Wären sie früher gestorben ... Teil III – Sechs kontrafaktische historische Erzählungen. 2013, ISBN 978-3-95824-221-0.

Odo & Lupus
Kommissare im Auftrag Kaiser Karls des Großen
- Odo und Lupus: Demetrias Rache. 1995, ISBN 3-88350-855-1.
- Odo und Lupus: Saxnot stirbt nie. 1995, ISBN 3-88350-856-X.
- Odo und Lupus: Pater Diabolus. 1996, ISBN 3-88350-857-8.
- Odo und Lupus: Die Witwe. 1996, ISBN 3-88350-858-6.
- Odo und Lupus: Pilger und Mörder. 1997, ISBN 3-88350-859-4.
- Odo und Lupus: Tödliche Brautnacht. 2008, ISBN 978-3-940077-44-8.
- Odo und Lupus: Giftpilze. 2016, ISBN 978-3-944982-96-0.
- Odo und Lupus: Familienfehde. 2018, ISBN 978-3-96148-337-2.
- Odo und Lupus: Der Elefant des Kaisers. 2023, ISBN 978-3-98690-819-5.
- Odo und Lupus: Heidenmorde. 2023, ISBN 978-3-98690-820-1.

Die Merowinger
(in 13 Teilen als E-Books im dotbooks Verlag)
- Letzte Säule des Imperiums: Erster Roman. 2013.
- Schwerter der Barbaren: Zweiter Roman. 2013.
- Familiengruft: Dritter Roman. 2013.
- Zorn der Götter: Vierter Roman. 2014.
- Chlodwigs Vermächtnis: Fünfter Roman. 2014.
- Tödliches Erbe: Sechster Roman. 2014.
- Dritte Flucht: Siebter Roman. 2014.
- Mörderpaar: Achter Roman. 2014.
- Zwei Todfeindinnen: Neunter Roman. 2014.
- Die Liebenden von Rouen: Zehnter Roman. 2014.
- Der Heimatlose: Elfter Roman. 2014.
- Rebellion der Nonnen: Zwölfter Roman. 2014.
- Die Treulosen: Dreizehnter Roman. 2014.

Verschiedene Titel von Robert Gordian sind inzwischen als E-Books erhältlich.